# Rivière de la Baie (Grand lac Victoria)
La rivière de la Baie est un affluent d’une baie du Sud du Grand lac Victoria, coulant dans les cantons de Dudouyt et de Hamon, dans le territoire non organisé de Réservoir-Dozois, dans la municipalité régionale de comté (MRC) de La Vallée-de-l'Or, dans la région administrative de l’Abitibi-Témiscamingue, au Québec, au Canada.
La rivière de la Baie coule entièrement en territoire forestier au centre ouest de la réserve faunique La Vérendrye. La foresterie constitue la principale activité économique de ce bassin versant ; les activités récréotouristiques arrivent en second. La surface de la rivière est habituellement gelée du début de la mi-décembre à la mi-avril.

## Géographie
La rivière de la Baie prend sa source à l’embouchure du lac la Perche (longueur : 5,5 km ; altitude : 336 m). Ce lac est situé dans le canton de Dudouyt. Il s’alimente surtout de la décharge des lacs Graham et Florrie.
L’embouchure du lac la Perche est situé à 12,5 km au sud de la confluence de la rivière de la Baie, à 26,2 km au sud du barrage situé à l’embouchure du Grand lac Victoria, à 43,0 km au sud-est du Réservoir Decelles et à 14,6 km à l'ouest de la partie ouest du Réservoir Dozois.
Les principaux bassins versants voisins de la rivière de la Baie sont :
- Côté nord : Grand lac Victoria, rivière des Outaouais ;
- Côté est : réservoir Dozois ;
- Côté sud : rivière Dumoine, rivière de l'Orignal ;
- Côté ouest : Grand lac Victoria, lac Hénault, lac Cawasachouane.

À partir de l’embouchure du lac la Perche, la rivière de la Baie coule sur 9,7 km selon les segments suivants :
- 1,0 km vers le nord en traversant le lac Petegem (altitude : 356 m) sur sa pleine longueur. Note : ce lac reçoit par l'ouest les eaux du lac Agatha ;
- 3,1 km vers le nord en traversant le lac Chartier (altitude : 332 km) sur sa pleine longueur. Note : le lac Chartier est alimenté par le sud par le ruisseau Conn et par l'est par la décharge d’un ensemble de lacs ;
- 4,0 km vers le nord, en formant une courbe vers l'est, jusqu’à la décharge du lac Blumeray (venant de l'ouest) ;
- 1,6 km vers le nord, jusqu'à la confluence de la rivière[1].

La rivière de la Baie se décharge au fond d’une baie de la rive sud du Grand lac Victoria. Ce lac est fait en longueur dans l’axe Nord-Sud et est traversé par la rivière des Outaouais.
Cette confluence de la rivière de la Baie est située, à 15,1 km au sud-est du barrage érigé à l’embouchure du Grand lac Victoria, à 9,0 km au sud-est du réservoir Dozois, à 22,4 km au sud-est de la route 117, à 39,1 km au nord du lac de tête de la rivière Dumoine laquelle coule vers le sud, à 41,0 km au sud-est du Réservoir Decelles.

## Toponymie
Le toponyme « rivière de la Baie » a été officialisé le 5 décembre 1968 à la Commission de toponymie du Québec.